# Ironman Copenhagen
Der Ironman Copenhagen ist eine im August 2013 erstmals ausgetragene Triathlon-Sportveranstaltung über die Ironman-Distanz (3,86 km Schwimmen, 180,2 km Radfahren und 42,195 km Laufen) in Kopenhagen.

## Organisation
Von 2010 bis 2012 wurde in Kopenhagen als Vorgängerveranstaltung die Challenge Copenhagen ausgetragen. Dieses Rennen ist von der World Triathlon Corporation (WTC) übernommen und 2013 zum Ironman Copenhagen umgewandelt worden.

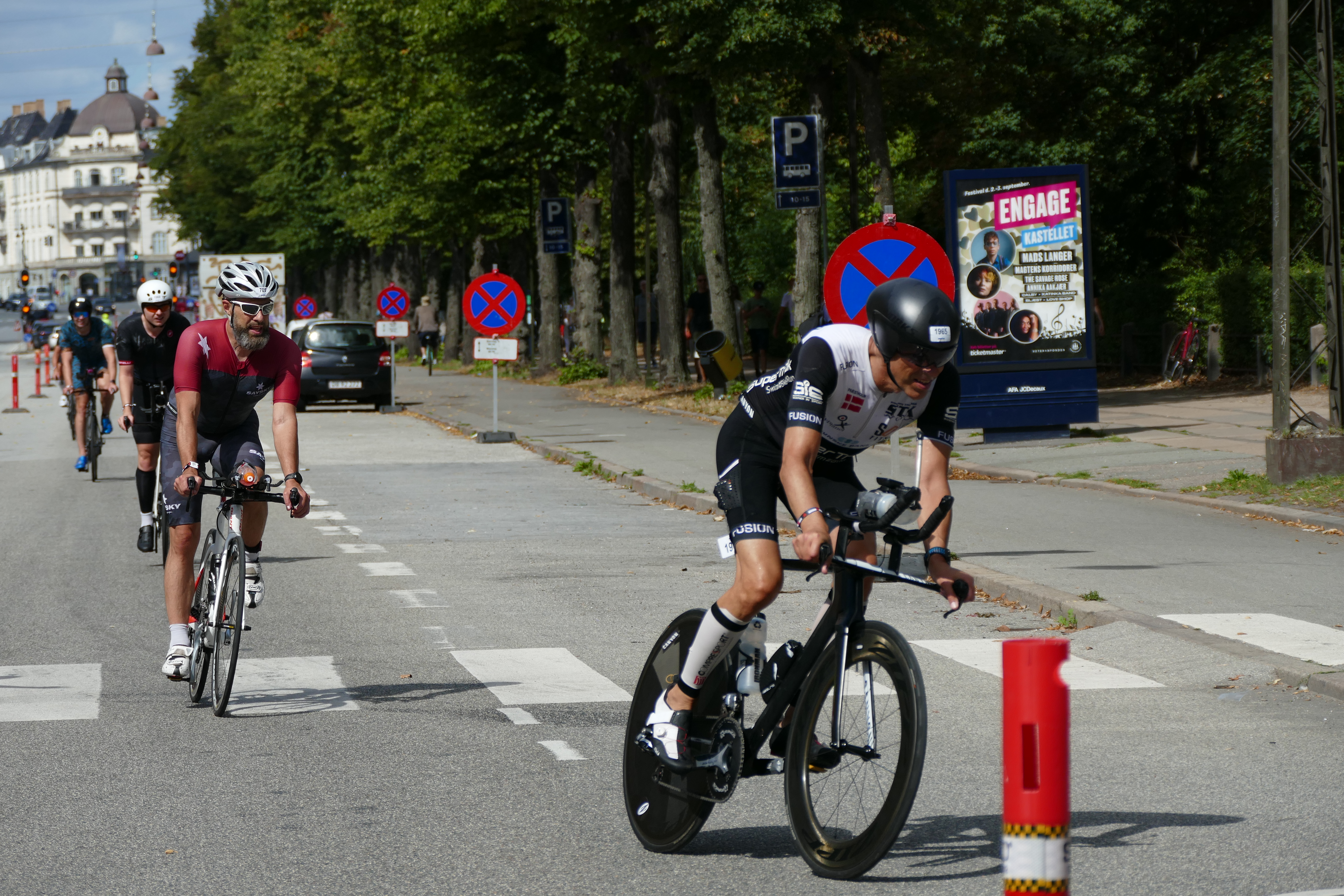
Radfahren beim Ironman Copenhagen 2022

Der Ironman Copenhagen ermöglicht eine Qualifikation für einen Startplatz bei der Ironman-Weltmeisterschaft im Oktober, dem Ironman Hawaii.
Das Rennen wird jährlich ausgetragen und fand erstmals am 18. August 2013 statt.
Im August 2016 wurden der Ironman Copenhagen und der Ironman Sweden am selben Wochenende ausgetragen und Profi-Frauen gingen verstärkt in Kalmar an den Start, während Profi-Männer hier in Kopenhagen waren. 
Bei der Austragung 2017 waren hier nur bei den Frauen Profis am Start und 2018 wieder nur bei den Männern. Bei der neunten Austragung im August 2022 waren keine Profi-Athleten am Start.

## Siegerliste
| Datum/Jahr    | Männer                      | Männer                   | Männer              | Frauen                | Frauen           | Frauen              |
| Datum/Jahr    | Erster Platz                | Zweiter Platz            | Dritter Platz       | Erster Platz          | Zweiter Platz    | Dritter Platz       |
| ------------- | --------------------------- | ------------------------ | ------------------- | --------------------- | ---------------- | ------------------- |
| 2026          |                             |                          |                     |                       |                  |                     |
| 17. Aug. 2025 | Finn Große-Freese (SR)      | Mathias Lyngsø Petersen  | Jesper Svensson     |                       |                  |                     |
| 27. Aug. 2024 | Stephen Derrett             | Olaf Van Den Bergh       | Alexander Jones     | Camilla Lykke         | Julia De Leeuw   | Cathrine Øhlers     |
| 20. Aug. 2023 | Joachim Krauth              | Grant Johnson            | Olaf Van Den Bergh  | Sofie Dideriksen      | Rosie Wild       | Karoline Nikolaisen |
| 21. Aug. 2022 | Benjamin Winkler            | Lars Petter Stormo       | Chris Weeks         | Janette Dommer        | Katrine Brock    | Janke Seifert       |
| 22. Aug. 2021 | Cameron Wurf                | Lionel Sanders           | Henrik Goesch       | Jolien Lewyllie       | Laura Kjaer      | Lore Vonclooster    |
| 18. Aug. 2019 | Philipp Herber              | Lars Dyrholm             | Jacob Aagaard Ernst | Anne Haug (SR)        | Camilla Pedersen | Maja Stage Nielsen  |
| 19. Aug. 2018 | Cyril Viennot               | Kristian Høgenhaug       | Giulio Molinari     | Christina Svejstrup   | Mette Olsen      | Kristine Arnborg    |
| 20. Aug. 2017 | Pedro Jose Bastida Andujar  | Lars Peter Bloch         | Lars Dyrholm        | Michelle Vesterby -2- | Corinne Abraham  | Christina Svejstrup |
| 21. Aug. 2016 | Patrik Nilsson              | Will Clarke              | Fabio Carvalho      | Katrine Meldgaard     | Laerke Lilleore  | Kristine Arnborg    |
| 23. Aug. 2015 | Guilherme Valenza Manocchio | Henrik Hyldelund         | Andreas Niedrig     | Michelle Vesterby     | Sofie Goos       | Sonja Tajsich       |
| 24. Aug. 2014 | Henrik Hyldelund            | Clemente Alonso-McKernan | Timo Bracht         | Daniela Ryf           | Sofie Goos       | Mareen Hufe         |
| 18. Aug. 2013 | Jens Petersen-Bach          | Henrik Hyldelund         | Esben Hovgaard      | Eva Wutti             | Daniela Sämmler  | Lucie Reed          |

(SR: Streckenrekord)
Ergebnisse der Vorgängerveranstaltung „Challenge Copenhagen“:
| Datum/Jahr    | Männer             | Männer                | Männer          | Frauen           | Frauen             | Frauen           |
| Datum/Jahr    | Erster Platz       | Zweiter Platz         | Dritter Platz   | Erster Platz     | Zweiter Platz      | Dritter Platz    |
| ------------- | ------------------ | --------------------- | --------------- | ---------------- | ------------------ | ---------------- |
| 12. Aug. 2012 | Aaron Farlow       | Mads Vittrup-Pedersen | Jimmy Johnsen   | Camilla Pedersen | Lisbeth Kristensen | Katja Konschak   |
| 14. Aug. 2011 | Tim Van Berkel -2- | Jimmy Johnsen         | Dejan Patrcevic | Rebekah Keat -2- | Åsa Lundström      | Linda Schuecker  |
| 15. Aug. 2010 | Tim Van Berkel     | Keegan Williams       | Jens Grønbek    | Rebekah Keat     | Belinda Granger    | Camilla Lindholm |